# Breitegg
Das Breitegg ist ein 874 Meter hoher Bergrücken in der Gemeinde Nußdorf-Debant im Bezirk Lienz in Österreich. Das Breitegg war vom Spätneolithikum bis in die frühe Eisenzeit besiedelt und stellt bis heute neben dem Lavanter Kirchenbichl den einzigen Fundort spätneolithischer Tonscherben im Bezirk Lienz dar.

## Geographie
Das Breitegg fällt nach drei Seiten steil ab und ist gegen die Flanke des Zettersfeld durch einen Sattel abgesetzt. Der Bergrücken des Breitegg ist im Norden schmal und verbreitert sich stark gegen Süden. In einer Höhe von rund 830 Metern befindet sich auf dem überwiegend bewaldeten Bergrücken eine 50 Meter lange und 20 Meter breite Freifläche, die ursprünglich als Acker und heute als Wiese genutzt wird.

## Geschichte
Auf der Freifläche auf dem Breitegg wurden bereits 1944 von Oswald Menghin prähistorische Keramikscherben aus Maulwurfshügeln gesammelt. 1976 leitete das Bundesdenkmalamt, Landeskonservator für Tirol, Grabungen ein. Ab 1980 wurden in sechs Kampagnen bis 1985 rund 280 Quadratmeter Fläche untersucht.
Die Grabung auf dem durch starke Hangneigung (18–19°) gekennzeichneten Untersuchungsgebiet gestalteten sich technisch schwierig, die fundführenden Schichten reichten bis in 2 Meter Tiefe. Durch die wiederholte Terrassierung des Geländes und den Einsturz von Stützmauern fanden die Archäologen zudem oftmals keine ungestörten Bodenschichten vor.
Die ältesten Keramikfunde weisen Charakteristika der Laibacher Kultur auf und wurden auf die Zeit zwischen 1900 und 1800 vor Christus (Spätneolithikum) datiert. Die Laibacher Kultur könnte dabei entweder durch direkten Zuzug von Siedler oder durch Handelskontakte Einfluss gewonnen haben, hinter der die Nutzung der Kupferlagerstätten in Osttirol standen. In der frühen Bronzezeit änderte sich der kulturelle Einfluss, wobei das nördliche Alpengebiet und dessen vorgelagertes Flachland prägend wurde. Um 1200 vor Christus änderte sich die kulturelle Ausrichtung der Siedlung auf dem Breitegg maßgeblich. Eine Gruppe aus dem Etschtal wanderte in das Gebiet ein und führte die charakteristischen Keramikprodukte der Laugen-Melaun-Keramik ein. Auf Grund der gefundenen Keramik wird daraus geschlossen, das sich die vermutlich von Bergbau, Handel und Landwirtschaft lebende Bevölkerung bis ins 9. Jahrhundert halten konnte. Die geringe Qualität der Keramik in der Spätphase der Siedlung sowie die kulturelle Beeinflussung durch einen oder mehrere Nachbarn auf dem Breitegg ist ein Charakteristikum der Laugen-Melaun-Kultur. Mit der Phase der Laugen-Melaun-Kultur B setzte im 11. Jahrhundert ein Verfall der Kultur und eine zunehmende Zersplitterung in lokale Kulturräume ein. Dadurch kam es zu einer zunehmend eigenständigen, lokalen Entwicklung. Keramiken der Spätphase der Laugen-Melaun-Kultur C wurden auf dem Breitegg nicht gefunden. Für das möglicherweise gewaltsame Ende der Kultur auf dem Breitegg spricht, das die zugehörige Keramik nach der Zerstörung der Häuser verschwand.
In der nächstjüngsten Grabungsschicht wurden Gefäßformen ergaben, die keine Vorläufer in der Laugen-Melaun-Kultur haben. Scherben mit Abrollverzierungen weisen jedoch auf importierte Ware aus dem südlichen Alpenraum hin. Die Bevölkerung des 8. Jahrhunderts könnte daher eingewandert sein, oder neue Einflüsse aufgenommen haben. Für die letztere Möglichkeit spricht die starke Abwandlung der fremden Einflüsse. Die Siedlung auf dem Breitegg bestand nach dem Ende der Laugen-Melaun Kultur nur noch aus wenigen Gebäuden, wobei das Areal in der frühen Eisenzeit vor allem für gewerbliche Zwecke gedient haben dürfte. Es wird vermutet, dass sich hier neben einer Töpferei auch eine Kupferschmelze sowie Tuchverarbeitung befunden hatte. Um 700 vor Christus wurde die Siedlung durch einen Brand zerstört und die vermutlich durchgehende tausendjährige Siedlungsgeschichte auf dem Breitegg endete. Für die Folgezeit sind nur noch spärliche Einzelfunde nachgewiesen.